# Чемпіонат світу з боксу 1997

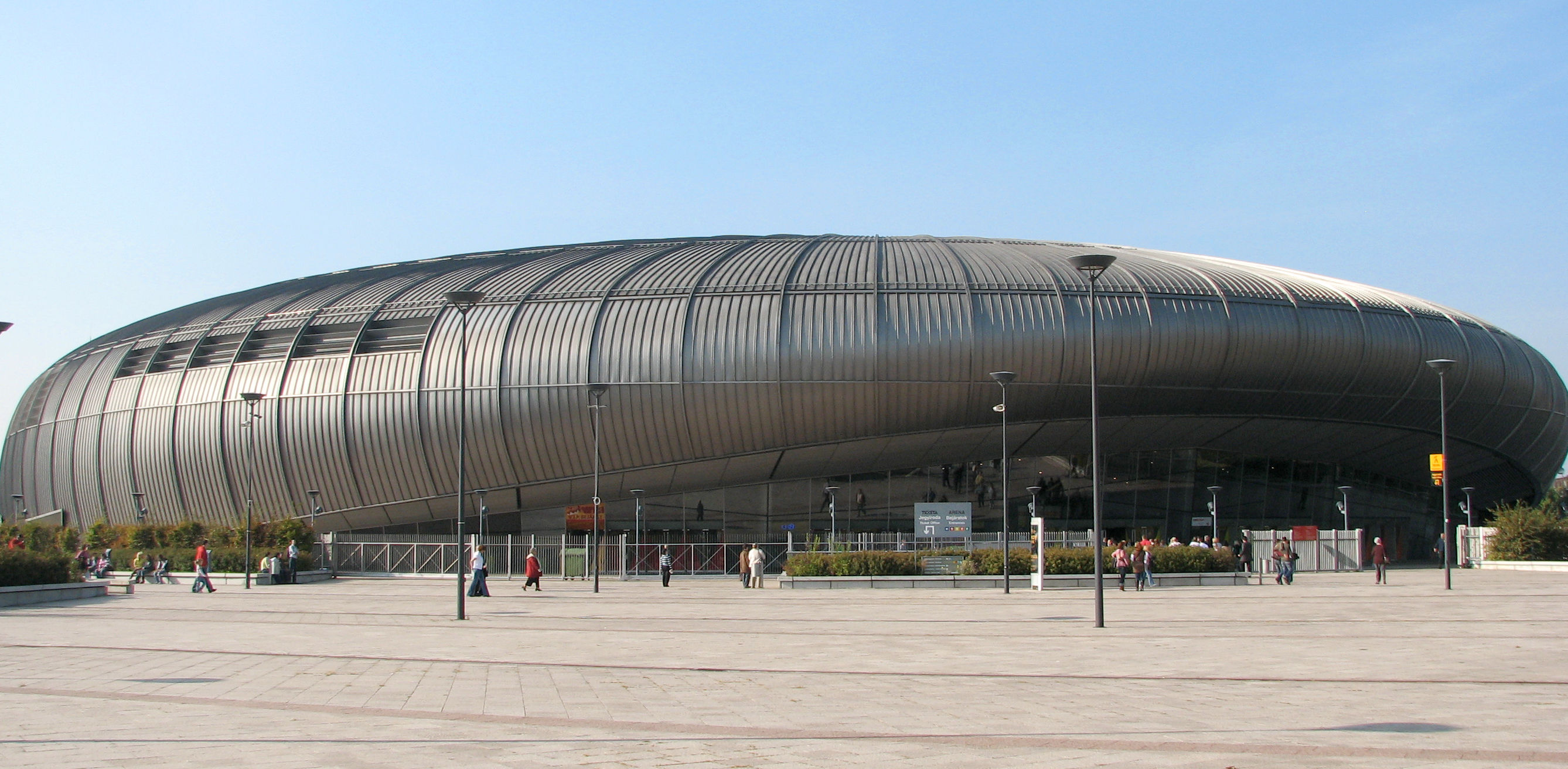
Спортивна арена імені Ласло Паппа, Будапешт, Угорщина

Чемпіонат світу з боксу 1997 відбувався 18 - 26 жовтня 1997 року в місті Будапешт в Угорщині.
Україну представляли: Валерій Сидоренко, Володимир Сидоренко, Ігор Яцков, Андрій Котельник, Володимир Колесник, Андрій Чуркан, Сергій Дзиндзирук, Олександр Зубріхін, Олег Букало, Олексій Трофімов, Володимир Лазебник, Дмитро Картеков.

## Результати

### Медалісти
| Вагова категорія                   | Золото              | Срібло                | Бронза                              |
| Перша найлегша вага (-48 кг)       | Маікро Ромеро       | Роель Веласко         | Рудольф Діді Данієль Петров         |
| Найлегша вага (-51 кг)             | Мануель Мантілья    | Ільфат Разяпов        | Омар Нарваес Булат Жумаділов        |
| Легша вага (-54 кг)                | Раїмкуль Малахбеков | Вальдемар Фонт        | Сонер Карагоз Арам Рамазян          |
| Напівлегка вага (-57 кг)           | Іштван Ковач        | Фальк Густе           | Рудінельсон Гарді Саян Санчат       |
| Легка вага (-60 кг)                | Олександр Малетін   | Туменцецегийн Уйтумен | Коба Гоголадзе Сін Ин Чхоль         |
| Перша напівсередня вага (-63.5 kg) | Дорел Сіміон        | Паата Гвасалія        | Лукаш Конечни Тонтон Семакала       |
| Напівсередня вага (-67 kg)         | Олег Саїтов         | Сергій Дзиндзирук     | Хуан Ернандес Сьєрра Мар'ян Сіміон  |
| Перша середня вага (-71 kg)        | Альфредо Дуверхель  | Єрмахан Ібраїмов      | Ерджумент Аслан Адріан Д'якону      |
| Середня вага (-75 кг)              | Жолт Ердеї          | Аріель Ернандес       | Дірк Айгенбродт Жан-Поль Менді      |
| Напівважка вага (-81 кг)           | Олександр Лебзяк    | Фредерік Серра        | Ісаель Альварес Стефен Кірк         |
| Важка вага (-91 кг)                | Фелікс Савон        | Майк Ганке            | Джакоббе Фрагомені Туе Б'єрн Томсен |
| Надважка вага (+91 кг)             | Георгій Канделакі   | Алексіс Рубалькаба    | Сяргєй Ляхович Паоло Відоц          |

### Медальний залік
| Місце | Держава        |    |    |    | Разом |
| ----- | -------------- | -- | -- | -- | ----- |
| 1     | Куба           | 4  | 3  | 3  | 10    |
| 2     | Росія          | 4  | 2  | 1  | 7     |
| 3     | Угорщина       | 2  | 0  | 0  | 2     |
| 4     | Румунія        | 1  | 0  | 2  | 3     |
| 5     | Грузія         | 1  | 0  | 1  | 2     |
| 6     | Німеччина      | 0  | 2  | 1  | 3     |
| 7     | Франція        | 0  | 1  | 1  | 2     |
| 7     | Казахстан      | 0  | 1  | 1  | 2     |
| 9     | Філіппіни      | 0  | 1  | 0  | 1     |
| 9     | Монголія       | 0  | 1  | 0  | 1     |
| 9     | Україна        | 0  | 1  | 0  | 1     |
| 12    | Італія         | 0  | 0  | 2  | 2     |
| 12    | Туреччина      | 0  | 0  | 2  | 2     |
| 14    | Вірменія       | 0  | 0  | 1  | 1     |
| 14    | Аргентина      | 0  | 0  | 1  | 1     |
| 14    | Білорусь       | 0  | 0  | 1  | 1     |
| 14    | Чехія          | 0  | 0  | 1  | 1     |
| 14    | Південна Корея | 0  | 0  | 1  | 1     |
| 14    | Данія          | 0  | 0  | 1  | 1     |
| 14    | Ірландія       | 0  | 0  | 1  | 1     |
| 14    | Словаччина     | 0  | 0  | 1  | 1     |
| 14    | Швеція         | 0  | 0  | 1  | 1     |
| Разом | 21 держав      | 12 | 12 | 24 | 48    |